# John A. Weida

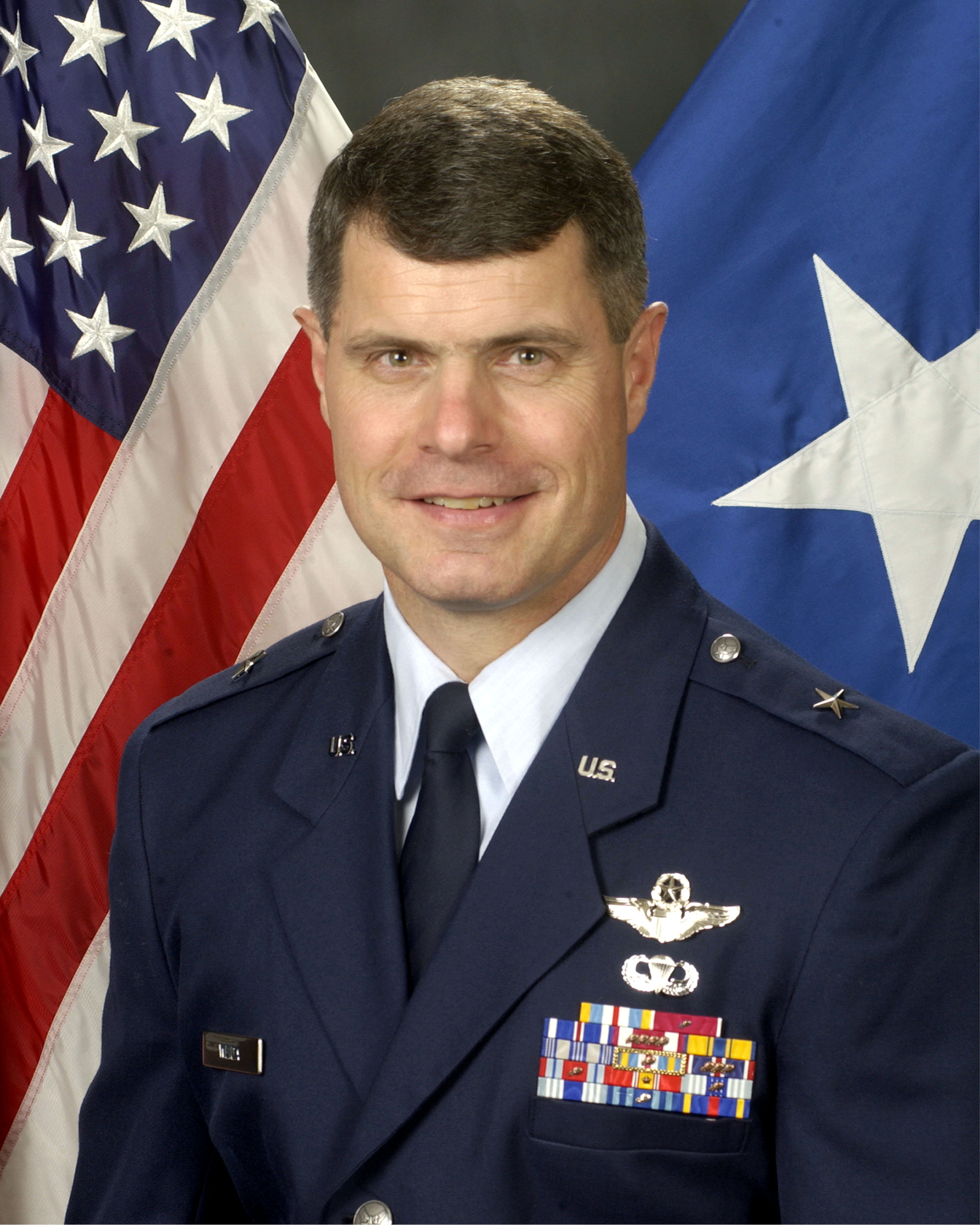
John A. Weida

Johnny A. Weida (* um 1956) ist ein pensionierter Generalmajor der United States Air Force. Er war unter anderem kommissarischer Leiter (Superintendent) der United States Air Force Academy.

## Leben
Im Jahr 1978 absolvierte John Weida die United States Air Force Academy in Colorado Springs. Nach seiner Graduation wurde er als Leutnant in das Offizierskorps der Air Force aufgenommen. In der Folge durchlief er alle Offiziersgrade vom Leutnant bis zum Zwei-Sterne-General.
Im Lauf seiner militärischen Karriere absolvierte er verschiedene Kurse und Schulungen. Dazu gehörten unter anderem eine Ausbildung zum Kampfpiloten und weitere Fortbildungskurse als Pilot neuer Flugzeugtypen; die Squadron Officer School auf der Maxwell Air Force Base in Alabama; das Air Command and Staff College über einen Fernkurs und das Naval War College in Newport in Rhode Island. Außerdem erhielt er akademische Grade von der Golden Gate University und der Syracuse University.
In seinen frühen Jahren als Offizier der Luftwaffe war er an verschiedenen Stützpunkten in den Vereinigten Staaten stationiert. Dabei war er als Pilot, Flugausbilder oder Stabsoffizier bei unterschiedlichen Einheiten tätig. Dazwischen absolvierte er die erwähnten Schulungen. Zwischen März 1984 und März 1985 war er als Kampfpilot auf der Kunsan Air Base in Südkorea stationiert. Im weiteren Verlauf war er in den Jahren 1988 bis 1991 Pilot bei der Kunstflugstaffel United States Air Force Thunderbirds, die auf der Nellis Air Force Base in Nevada stationiert war.
Zwischen März 1991 und August 1992 kehrte Waida zur Air Force Academy zurück. Dort kommandierte er die Kadettenschwadron 27 (Cadet Squadron 27). Daran schloss sich sein Studium am Naval War College an, das er im September 1992 erfolgreich beendete. Es folgte eine Versetzung zur Shaw Air Force Base in South Carolina, wo er zwischen September 1992 und April 1995 in unterschiedlichen Funktionen tätig war. Zunächst war er dort Stabsoffizier bei der 9. Luftflotte (Ninth Air Force), dann Kommandeur der 20. Unterstützungschwadron (20th Operations Support Squadron) und dann Stabsoffizier (Chief of Standardization and Evaluation) bei der 20th Operations Group.
Im Anschluss wurde er auf die Randolph Air Force Base in Texas versetzt, wo er zwischen April 1995 und Mai 1997 die 12th Operations Group kommandierte. Danach kehrte er nach Südkorea zurück, wo er bis zum August 1999 der Stabsabteilung für Operationen (J3) der United States Forces Korea angehörte. Anschließend war er bis Januar 2000 Stabsoffizier (Chief, Combat Forces Division, Plans and Programs Directorate) im Hauptquartier der Air Force.
Danach erhielt er auf der Hill Air Force Base in Utah das Kommando über das 388. Kampfgeschwader, das er bis zum Juli 2001 innehatte. Anschließend leitete er bis April 2003 das Squadron Officer College der Air University. Es folgte eine weitere Versetzung zur Air Force Academy. Zwischen April 2003 und Dezember 2005 war er dort Führungsoffizier der Kadetten und Kommandeur des 34. Ausbildungsgeschwaders. Zu Beginn seiner dortigen Tätigkeit war der Ruf der Akademie schwer beschädigt. Ein Skandal um sexuelle Übergriffe auf Frauen beschädigte das Ansehen der Bildungseinrichtung schwer. Der Leiter (Superintendent) John R. Dallager und weitere ranghohe Offiziere, darunter auch Weidas Vorgänger als Führungsoffizier der Kadetten, wurden entlassen oder versetzt. In dieser Lage wurde Weida zum kommissarischen Leiter der Akademie ernannt, um die Zeit zwischen Dallagers Absetzung und dem Amtsantritt des neuen Superintendenten John W. Rosa zu überbrücken. Diese Aufgabe nahm er zwischen dem 10. April und dem 9. Juli 2003 wahr.
Nach dem Ende seiner Tätigkeit bei der Akademie wurde Weida auf die Wright-Patterson Air Force Base in Ohio versetzt. Dort gehörte er zwischen Dezember 2005 und Januar 2007 dem Stab des Air Force Materiel Command an. (Director, Intelligence and Requirements Directorate). Zwischen Januar und Juni 2007 leitete er auf der gleichen AFB das Air Force Security Assistance Center. Es folgte eine weitere Versetzung nach Südkorea, wo er bis zum Juli 2009 im Stab der US Forces Korea und des United Nations Commands eine Stabsabteilung leitete. Danach war er bis zu seiner Pensionierung am 1. Mai 2011 erneut im Stab des Hauptquartiers der Luftwaffe tätig. Dabei war er Unterabteilungsleiter in deren Abteilung für Operationen, Planungen und Bedarf (Assistant Deputy Chief of Staff for Operations, Plans and Requirements).
Während seiner aktiven Zeit als Militärpilot absolvierte er über 4000 Flugstunden auf verschiedenen Flugzeugtypen.
Am 22. August 2016 wurde er als Zivilist erneut Mitglied im Stab des Luftwaffenhauptquartiers (Senior Executive Service, is the Director of Policy, Programs and Strategy, International Affairs, Office of the Deputy Under Secretary of the Air Force (International Affairs), the Pentagon). Wie lange er diese Stellung ausübte, ist in den Quellen nicht überliefert. Im August 2017 war er noch in dieser Funktion tätig.

## Daten der Beförderungen
| Abzeichen | Rang               | Jahr             |
| --------- | ------------------ | ---------------- |
|           | Second Lieutenant  | 31. Mai 1978     |
|           | First Lieutenant   | 31. Mai 1980     |
|           | Captain            | 31. Mai 1982     |
|           | Major              | 1. Dezember 1988 |
|           | Lieutenant Colonel | 1. April 1992    |
|           | Colonel            | 1. Oktober 1996  |
|           | Brigadier General  | 1. August 2003   |
|           | Major General      | 26. Mai 2006     |

Eine bereits im Jahr 2005 vorgesehene Beförderung zum Generalmajor scheiterte noch am Widerstand des Senats.

## Orden und Auszeichnungen
John Weida erhielt im Lauf seiner militärischen Laufbahn unter anderem folgende Auszeichnungen:
- Defense Distinguished Service Medal
- Defense Superior Service Medal
- Legion of Merit
- Distinguished Flying Cross
- Meritorious Service Medal
- Air Force Commendation Medal
- Air Force Achievement Medal
- Korea Defense Service Medal